# Cserkeszőlő
Cserkeszőlő község Jász-Nagykun-Szolnok vármegyében, a Kunszentmártoni járásban.

## Fekvése
Jász-Nagykun-Szolnok vármegye déli részén, a Tiszazugban fekszik a Tisza és a Hármas-Körös között. Nyugati irányban Kecskemét, északra Tiszaföldvár, míg keleti irányban Kunszentmárton a legközelebbi városok. Budapesttől 127 kilométerre, Szolnoktól és Kecskeméttől 45-45 kilométerre található.

### Megközelítése
A község belterületén áthalad a 44-es főút, 2019 októberében pedig elkészült az M44-es autóút is, amely északi irányból elkerüli a községet. Az autóútra a legközelebbi fel- és lehajtási lehetőség a községtől nyugatra épült ki, Tiszakürt és Cserkeszőlő között.
Korábban érintette a települést a 442-es főút is, amely Szolnoktól húzódott odáig, Martfű érintésével. Később a főút Martfűtől délre új, keletebbi fekvésű nyomvonalat kapott, a régi nyomvonal azóta 4633-as útszámozással mellékútként számozódik. Határszélét érinti még délkeleten a 4511-es, nyugaton pedig a 4514-es út is.
Vasútvonal nem érinti a községet, a térségen végighúzódó Kiskunfélegyháza–Kunszentmárton-vasútvonal déli irányban kerüli el, Csépa és Szelevény irányába. A legközelebbi vasúti megállási pontok Szelevény megállóhely vagy Kunszentmárton vasútállomás.

## Története
Cserkeszőlő legfőbb vonzereje a gyógyhatású termálfürdő. A vidék egykor borkultúrájáról is ismert volt.
Cserkeszőlő a vármegye egyik legfiatalabb, 1952. január 1. óta önálló települése. Korábban Tiszakürt külterületi része volt.
A középkorban királyi népek, kunok és jászok éltek itt, akik hadiszolgálattal tartoztak kiváltságaik fejében. A 20. század elejétől egyre nagyobb területeken folyt a szőlő- és gyümölcstermelés, de a környék ura, Steöszel József már 1742-ben is adott homokos területeket szőlőtelepítésre a kunszentmártoni, csépai és tiszazugi lakosoknak.
Meghatározó jelentőségű volt a település életében, amikor szénhidrogén-kutató fúrás során 1943-ban 83 °C-os – nagy mennyiségű oldott ásványi anyagot tartalmazó – termálvizet találtak. Kezdetben a homokba ásott lefolyócsatornához jártak messze földről a reumás és egyéb betegségeikből gyógyulni vágyók. Azóta a település fő vonzereje az alkáli-kloridos és hidrogén-karbonátos hévíz.

## Közélete

### Polgármesterei
- 1990–1994: Dr. Harangozó Elek (független)[3]
- 1994–1998: Dr. Harangozó Elek (FKGP-KDNP-MDF-Fidesz)[4]
- 1998–2002: Szokolai Lajos (független)[5]
- 2002–2006: Szokolai Lajos (független)[6]
- 2006–2010: Szokolai Lajos (független)[7]
- 2010–2014: Szokolai Lajos (független)[8]
- 2014–2019: Szokolai Lajos (Fidesz-KDNP)[9]
- 2019–2024: Varga Attila (független)[1]
- 2024– : Trabach Tibor (független)[10]

## Népessége
A település népességének változása:
| Lakosok száma | 2260 | 2234 | 2249 | 2264 | 2123 | 2112 | 2101 |
|               | 2013 | 2014 | 2017 | 2021 | 2022 | 2023 | 2024 |

2001-ben a település lakosságának közel 100%-a magyar nemzetiségűnek vallotta magát.
A 2011-es népszámlálás során a lakosok 76,3%-a magyarnak, 0,2% cigánynak, 0,8% németnek, 0,4% románnak mondta magát (23,5% nem nyilatkozott; a kettős identitások miatt a végösszeg nagyobb lehet 100%-nál). A vallási megoszlás a következő volt: római katolikus 30,2%, református 10,5%, evangélikus 0,4%, görögkatolikus 0,2%, felekezeten kívüli 23,8% (34,3% nem nyilatkozott).
2022-ben a lakosság 84,7%-a vallotta magát magyarnak, 1,6% németnek, 0,7% románnak, 0,3% cigánynak, 0,2% ukránnak, 0,1% szlováknak, 1,5% egyéb, nem hazai nemzetiségűnek (15,1% nem nyilatkozott; a kettős identitások miatt a végösszeg nagyobb lehet 100%-nál). Vallásuk szerint 20,9% volt római katolikus, 8,1% református, 0,4% evangélikus, 0,3% görög katolikus, 0,1% ortodox, 1,3% egyéb keresztény, 3,1% egyéb katolikus, 17% felekezeten kívüli (48,7% nem válaszolt).

## Nevezetességei

### Cserkeszőlői Gyógy- és Strandfürdő

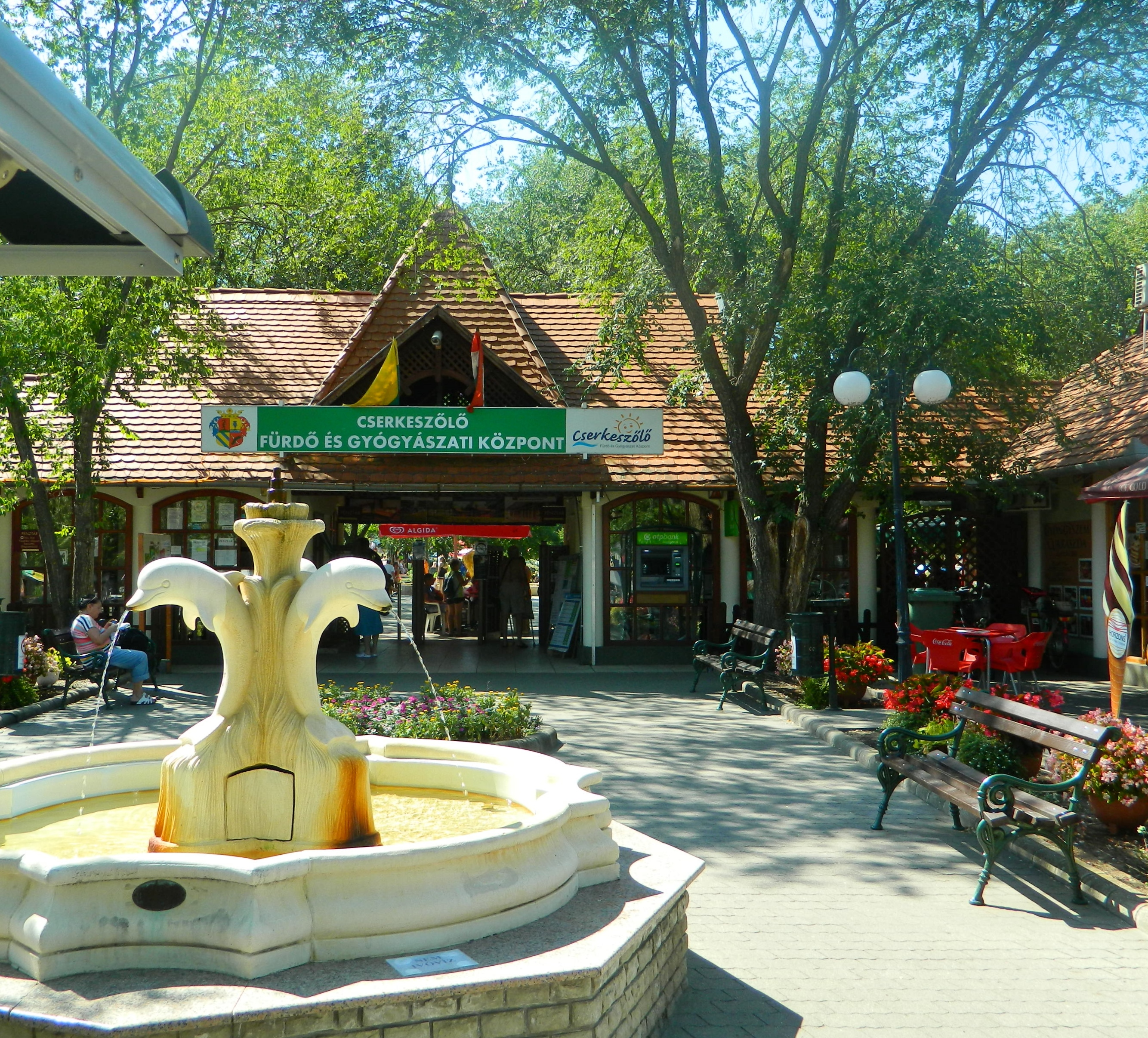
A termálfürdő bejárata a delfines kúttal

1942–43-ban a MAORT szénhidrogén-kutatása során találták meg az akkor 96 fokos, alkáli-kloridos hidrogénkarbonátos, konyhasós, jódos, brómos gyógyvizet, amely idült mozgásszervi és gyulladásos megbetegedések esetén ajánlott. A fürdő építését 1955-ben kezdték el.
- Fürdőjavallatok, kezelhető betegségek: Bőrgyógyászati megbetegedések, csontrendszer betegségei, idült betegségek utókezelése, rekreáció, izomgörcsök oldása, izomzúzódások, rándulások, ízületi betegségek, reuma, sportsérülések utókezelése.
- Ellenjavallatok: alkoholizmus, keringési zavarok, magas vérnyomás, szívbetegségek, trombózis.

### Műemlék borház és pince
A 123 éves, 2014-ben felújított, kontyolt nyeregtetős, téglalap alaprajzú műemlék épület egy kisebb domb lábánál áll.

### Szinyei Merse-kastély
Az 1922-ben épült kúria Cserkeszőlő-Tópartpuszta részén található. A kúria körül a 20. század elején medencét, halastavat, szőlészetet, pincészetet és kerteket alakított ki Kandó Irén és Szinyei Merse Félix. Az államosítások alatt kultúrházként működött, majd a rendszerváltozás után a Cserkeszőlői Mezőgazdasági Szövetkezet tulajdona volt. Az önkormányzat az épületet visszavásárolta, és felújította. 
A festőnek több műve is készülhetett itt, azonban ezek a második világháborúban valószínűleg elvesztek. Forrás Archiválva 2018. május 25-i dátummal a Wayback Machine-ben

### Cserkeszőlői kunhalmok
A község körül számos kunhalom található, amelyeket a bronzkorban és újkőkorszakban lakó-, temetkezési vagy őrhelyként használtak. Forrás Archiválva 2018. május 25-i dátummal a Wayback Machine-ben

### Aranyosi erdő
Ez az Ős-Duna hordalékán elterülő erdő a Tiszazug homoki tölgyeseinek utolsó képviselője.Forrás Archiválva 2018. május 25-i dátummal a Wayback Machine-ben

### Nagy Fertő-tó
A termálfürdőből kifolyó gyógyvíz a Cserke patak útján egy mesterséges tavat formál a község területén, amely gazdag élővilágot hozott létre az utóbbi évtizedekben. Számos madár fészkel az található nádasokban. Forrás Archiválva 2018. május 25-i dátummal a Wayback Machine-ben

## Testvérvárosa
Malinska-Dubašnica, Horvátország

## Képgaléria
- Református templom
- A Miniplast kft. épületei
- Szent Benedek templom